# Satlasna
Satlasna fou un estat tributari protegit de l'agència de Mahi Kantha a la presidència de Bombai. Estava format per 26 pobles, amb 3.281 habitants el 1881 i 4.928 habitants el 1901. Els seus ingressos s'estimaven en 4.918 rúpies el 1900, pagant un tribut de 2.794 rúpies al Gaikwar de Baroda i un de petit al raja d'Idar. El 1880 era sobirà Thakur Hari Singh, un parmar koli de religió hindú, de 34 anys.